# Wola Chołojowska (przystanek kolejowy)
Wola Chołojowska (ukr. Воля-Холоївська) – przystanek kolejowy w miejscowości Grzęda, w rejonie czerwonogrodzkim, w obwodzie lwowskim, na Ukrainie. Położony jest na linii Lwów – Łuck – Kiwerce.

## Historia
Przystanek istniał w II Rzeczypospolitej.